# 완친왕
완친왕(完親王, 1868년 5월 31일 ~ 1880년 1월 12일) 또는 완화군(完和君)은 조선의 왕족이자 대한제국의 황자이며 추존 친왕이다. 고종의 서장자로, 영보당 귀인 이씨 소생이다. 흥선대원군은 완화군을 총애하였으나 일찍 요절하였다.
영종정경부사에 임명됐고, 본명은 이선(李墡)이다. 시호는 효헌(孝憲)이며 완효헌왕(完孝憲王)으로도 불리지만 군호인 완화군으로 일컬어진다.

## 생애
귀인 이씨와 고종과의 사이에서 태어난 서자로, 완화군(完和君)으로 봉해졌다. 어머니 영보당 이씨는 부왕 고종이 즉위하여 입궁한 직후, 궁녀 중 처음으로 연애를 하였던 여성이다. 그러나 명성황후가 가례를 올린 뒤 입궐하면서 경쟁관계가 형성된다.
고종은 아직 명성황후와 혼인하기 이전에 궁녀 출신이었던 이씨를 총애하고 1868년에는 영보당 이씨에게서 아들이 태어나자 이를 사이에 두고 두 여인 간에 보이지 않는 치열한 다툼이 전개되었다고 한다. 흥선대원군은 첫 손자인 완화군을 총애하였다. 또한 명성황후가 낳은 아들 둘이 연이어 요절한데다, 두 번째 아기는 항문이 없는 기형아로 흥선대원군이 준 인삼을 달여 먹였다가 아이가 신열을 일으키다 갑자기 사망하면서, 둘의 관계는 묘하게 흐르게 된다.
영종정경부사에 임명되고, 조부 흥선대원군이 완화군을 매우 총애하여 세자의 자리에 염두에 두고 봉하려 했으나, 명성황후 때문에 실패하였다. 1880년에 병을 얻어 사망했는데, 이때 완친왕을 낳은 귀인 이씨는 아들을 잃은 슬픔에 실어증이 걸려 병을 앓기 시작했다. 완친왕의 갑작스런 죽음은 명성황후의 모략이 개입되어있다는 설이 있다.

## 사후
사후 서울특별시 성북구 하월곡동에 안장되었다가, 1945년 광복 이후 도시계획에 의해 경기도 고양군 원당읍 원당리 산(현재의 경기도 고양시 덕양구 원당동) 서삼릉 근처에 이장되었다.
고종이 대한제국을 선포하면서 완친왕으로 추존되었고, 효헌의 시호가 내려졌다. 그가 일찍 죽자 흥선대원군은 대원군 자신의 장남(長男)인 흥친왕의 장남 이준용에게 기대를 걸게 되었다.

## 같이 보기
- 흥선대원군
- 명성황후
- 흥친왕
- 의친왕
- 영친왕
- 이준용

## 관련 자료
- 고종실록
- 순종실록